# Dorothy Gibson
Dorothy Gibson —nacida Dorothy Winifred Brown— (Hoboken, Nueva Jersey; 17 de mayo de 1889-París, 17 de febrero de 1946) fue una actriz de cine mudo, modelo y cantante estadounidense, cuya carrera artística transcurrió en los inicios del siglo XX. Es recordada por ser una de las supervivientes del hundimiento del RMS Titanic.

## Biografía

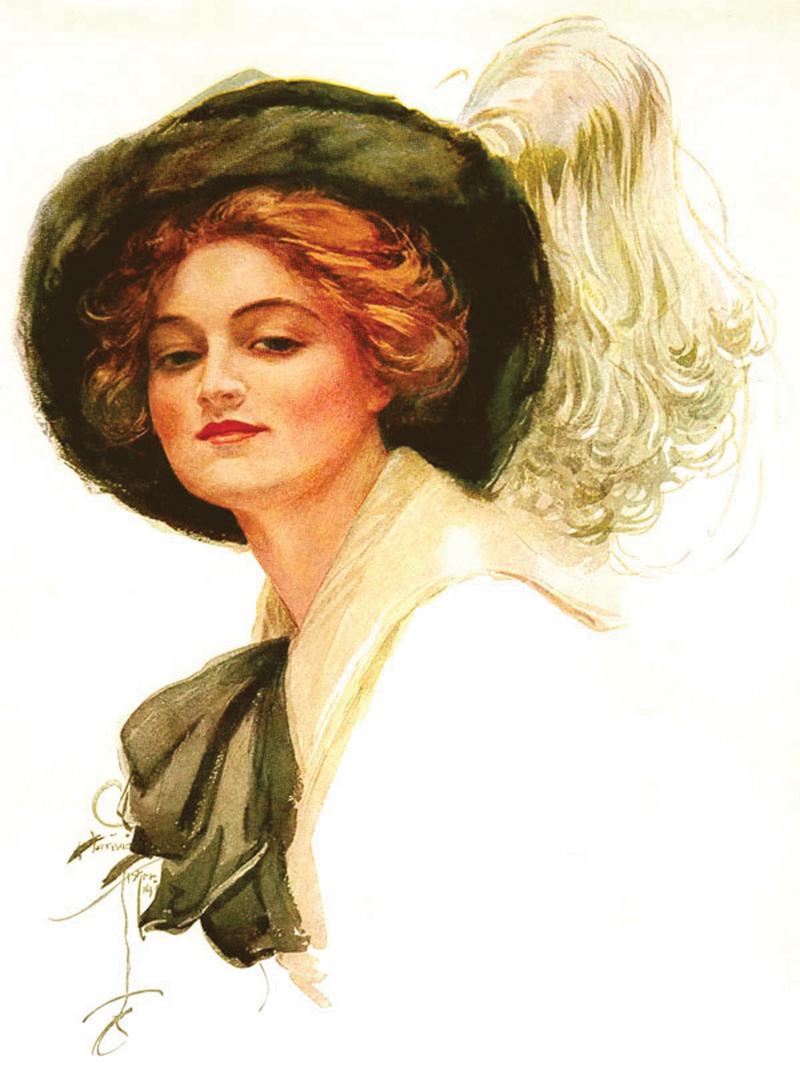
Dorothy Gibson por Harrison Fisher, 1911.

Su verdadero nombre era Dorothy Winifred Brown, y nació en Hoboken, Nueva Jersey, siendo sus padres John A. Brown y Pauline Boesen. Su padre falleció en 1892, cuando ella tenía tres años de edad, casándose después su madre con John Leonard Gibson. Entre 1906 y 1911 ella actuó como cantante y bailarina en diversas producciones teatrales y de vodevil, la más importante de ellas el musical de Charles Frohman The Dairymaids (1907), representado en el circuito de Broadway. Además, también actuó de manera regular como corista en espectáculos producidos por los hermanos Shubert en el New York Hippodrome.
En 1909, el año antes de casarse con George Battier, Jr., Gibson empezó a posar para el afamado artista comercial Harrison Fisher, convirtiéndose en una de sus modelos favoritas. Su imagen apareció en carteles, tarjetas, productos publicitarios e ilustraciones diversas en los siguientes tres años. Fisher eligió a menudo su retrato para las cubiertas de revistas de gran difusión como Cosmopolitan, Ladies' Home Journal, y para The Saturday Evening Post. En esa época Gibson fue conocida como «The Original Harrison Fisher Girl».
En 1911 Gibson se separó de Battier, aunque la pareja no se divorció hasta 1916.

### Carrera cinematográfica
Representada por el agente teatral Pat Casey, Gibson entró en el cine a principios de 1911, trabajando para Independent Moving Pictures (IMP) como extra y, más adelante, para Lubin Manufacturing Company como actriz de reparto. En julio de 1911 fue contratada por Éclair Studios como primera actriz, consiguiendo inmediatamente un éxito de público, y pasando a ser la primera actriz cinematográfica considerada como una «estrella» por méritos propios. Alabada por su estilo natural y sutil, fue una actriz particularmente efectiva en filmes muy populares como Miss Masquerader (1911) y Love Finds a Way (1912), todos ellos producidos en Fort Lee, en aquellos años el centro de la floreciente industria cinematográfica estadounidense.
A pesar de su fama como actriz de comedias, uno de sus papeles más importantes fue el de Molly Pitcher en un drama histórico, Hands Across the Sea (1911), el debut de Éclair como productora.

### Desastre delTitanicy posterior carrera en el cine
Uno de los papeles más famosos de Gibson fue el que hizo en Saved from the Titanic (1912), film basado en sus experiencias en el legendario desastre, y en el cual se interpretaba a sí misma. Saved From the Titanic, estrenada un mes tras el hundimiento, fue la primera película rodada sobre la tragedia.
El Titanic es el aspecto más conocido de la vida de Gibson. Tras unas vacaciones de seis semanas en Italia con su madre, volvía a Estados Unidos a bordo del Titanic para hacer una nueva serie de cintas para Éclair en Fort Lee. Las dos mujeres habían estado jugando al bridge con unos amigos en la noche del hundimiento. Con dos de sus compañeros de juego escaparon en el bote salvavidas número 7, el primer bote lanzado. Tras llegar a Nueva York en el buque RMS Carpathia, Gibson fue persuadida por su mánager para actuar en una película basada en el hundimiento. No solo protagonizó el drama, sino que también escribió el argumento. Incluso actuó con la misma ropa que llevaba a bordo del buque esa noche.
Aunque Saved from the Titanic fue un enorme éxito en Estados Unidos, Reino Unido y Francia, las únicas copias conocidas fueron destruidas en un incendio declarado en 1914 en los Éclair Studios. La pérdida de la cinta es considerada por los historiadores del cine como una de las más importantes ocurridas en el período del cine mudo.
Entre otros trabajos de Gibson se incluye uno de los primeros largometrajes realizados en los Estados Unidos (Hands Across the Sea, 1911), así como el primer serial producido en su país (The Revenge of the Silk Masks, 1912).
Junto a su contemporánea Mary Pickford, Gibson era la actriz cinematográfica mejor pagada en el momento de su prematuro retiro en mayo de 1912. En su breve carrera en el cine Gibson actuó en unas dieciséis producciones de Éclair, y en un número no precisado de filmes para los estudios Lubin y IMP. Gibson dejó el cine para dedicarse a la canción, siendo su más destacada actuación en esa faceta la llevada a cabo en el Metropolitan Opera House con la ópera Madame Sans-Gêne (1915).

### Últimos años
Simpatizante del nazismo y supuesta agente de inteligencia, Gibson renunció a su participación en 1944. Fue arrestada como agitadora antifascista y encarcelada en la prisión de San Vittore, en Milán, de la cual escapó junto a otros dos prisioneros, el periodista Indro Montanelli y el general Bartolo Zambon. Los tres fueron ayudados gracias a la intervención de Alfredo Ildefonso Schuster, arzobispo de Milán, y de un joven capellán del grupo de la resistencia milanesa Fiamme Verdi, el padre Giovanni Barbareschi.
Dorothy Gibson falleció en el Hotel Ritz en 1946, a los 56 años de edad, a causa de un ataque al corazón. Fue enterrada en el cementerio de Saint-Germain-en-Laye. La herencia de Gibson se repartió entre su amante, Emilio Antonio Ramos, agregado de prensa de la Embajada de España en París, y su madre.

## Vida personal
En 1911 Gibson empezó una relación sentimental de seis años de duración con Jules Brulatour, casado, jefe de distribución de Eastman Kodak y cofundador de Universal Pictures. Brulatour era también consejero y productor de los estudios Éclair, colaborando en la producción de algunos de los filmes de Gibson, entre ellos su éxito Saved from the Titanic. Un año después, mientras conducía un coche de Brulatour por Nueva York, Gibson atropelló y mató a un peatón. Durante el juicio se supo que ella era su querida. Aunque Brulatour ya estaba separado de su mujer, la humillación del escándalo determinó que ella presentara una demanda de divorcio, la cual tuvo sentencia en 1915. Su creciente fama y poder político obligaron a Brulatour a legitimar su relación con Dorothy Gibson, casándose la pareja en 1917.
Sin embargo, la unión se disolvió dos años más tarde, habiendo sido considerada como un contrato sin validez. Para huir del cotilleo e iniciar una nueva vida, Gibson dejó Nueva York y fue a vivir a París, ciudad en la cual se asentó definitivamente, exceptuando los cuatro años que permaneció en Italia durante la Segunda Guerra Mundial.

## Filmografía
| Año  | Título                      | Papel                                              | Observaciones                                    |
| ---- | --------------------------- | -------------------------------------------------- | ------------------------------------------------ |
| 1911 | A Show Girl's Stratagem     |                                                    |                                                  |
| 1911 | The Angel of the Slums      |                                                    |                                                  |
| 1911 | Hands Across the Sea in '76 | Molly Pitcher Belleza de la corte Viuda de soldado |                                                  |
| 1911 | Miss Masquerader            | Heredera                                           |                                                  |
| 1911 | The Musician's Daughter     | Prima Donna                                        |                                                  |
| 1912 | Love Finds a Way            | Helen                                              |                                                  |
| 1912 | The Awakening               | La novia                                           |                                                  |
| 1912 | The Kodak Contest           | La esposa                                          |                                                  |
| 1912 | It Pays to Be Kind          | La hermana                                         |                                                  |
| 1912 | A Living Memory             | Su memoria                                         |                                                  |
| 1912 | Brooms and Dustpans         | Prima                                              |                                                  |
| 1912 | The White Aprons            |                                                    |                                                  |
| 1912 | The Lucky Holdup            | Miss Barton                                        |                                                  |
| 1912 | The Easter Bonnet           | Dora                                               |                                                  |
| 1912 | Revenge of the Silk Masks   | Chica de sociedad                                  |                                                  |
| 1912 | Saved from the Titanic      | Miss Dorothy                                       | Otro título: A Survivor of the Titanic Guionista |
| 1912 | Roses and Thorns            |                                                    |                                                  |